# Dissertazioni sopra le apparizioni de' spiriti, e sopra i vampiri, o i redivivi d'Ungheria, di Moravia e di Silesia
Dissertazioni sopra le apparizioni de' spiriti, e sopra i vampiri, o i redivivi d'Ungheria, di Moravia e di Silesia (in francese Traité sur les apparitions des anges, des démons et des esprits et sur les revenants, et vampires de Hongrie, de Bohème, de Moravie et de Silésie e Dissertations sur les apparitions des anges, des démons et des esprits, et sur les revenants et vampires de Hongrie, de Bohême, de Moravie et de Silésie) è un saggio scritto dal monaco francese Agostino Calmet e composto da 2 volumi trattanti temi dell'occulto, angeli, demoni, spiriti, magia, stregoneria, vampiri e morti viventi.

## Storia
Il saggio fu pubblicato per la prima volta nel 1746 col titolo Dissertations sur les apparitions des anges, des démons et des esprits, et sur les revenants et vampires de Hongrie, de Bohême, de Moravie et de Silésie, con una riedizione nel 1751 col titolo Traité sur les apparitions des esprits et sur les vampires ou les revenans de Hongrie, de Moravie, &c..

## Struttura
L'opera è divisa in due volumi composti da 115 capitoli. La dissertazione stessa è divisa in quattro parti: nella prima, Calmet parla di angeli buoni; nella seconda di angeli cattivi; nella terza di apparizioni di anime dei morti e nella quarta di apparizioni di morti viventi; occasionalmente con trattati di magia, maghi e streghe; sullo Shabbat, oracoli, e le possessioni demoniache.

### Tomo 1
Il primo volume contiene 52 capitoli e si occupa principalmente di apparizioni di spiriti, angeli e demoni e trattati di magia, stregoneria:
- Intervento angelico e demoniaco
- Storia, realtà e mitologia della magia, divinazione, maledizioni
- Le differenze tra testimoni reali e impostori
- Esempi di possessioni demoniache
- Il potere e l'autorità di Satana e dei demoni
- Falsi profeti e profezie del caso
- Apparizioni di reali e presunti spiriti
- Spiriti che infestano le case
- Morti viventi
- Spiegazioni e obiezioni sulle apparizioni
- Spiriti dei familiari ed elfi
- I segreti della fisica, chimica e alchimia

### Tomo 2
Il secondo volume contiene 63 capitoli e un gruppo di lettere:
- Risurrezione dei morti
- Apparizioni di morti viventi
- Apparizioni di persone sepolte vive ma ritenute morte
- Apparizioni di revenant, fantasmi e vampiri
- Storia dei vampiri e dei fantasmi nella mitologia classica e nelle religioni
- Apparizioni di vampiri nel XVII e XVIII secolo
- Trattati su corpi che non si decompongono e cadaveri che mostrano segni di vita dopo la morte
- Il potere dei demoni che uccidono e che risorgono i morti
- Ritorno degli scomunicati
- Cadaveri che divorano la loro stessa carne
- Cadaveri riesumati
- Studio sui vampiri e revenant Archiviato l'8 novembre 2022 in Internet Archive.
- Persone che ritornano in vita mesi dopo la morte

### Lettere
Incluse nel secondo tomo; alcune erano lettere di approvazione da parte dei lettori e una scritta dal marchese di Maffei.

## Critica letteraria
Il trattato fu accolto da numerosi lettori che gli inviarono lettere, incluse nella seconda edizione del 1751 e ricevette l'Approvazione del Re nel registro della Camera dei Librai ed Editori a Parigi il 9 giugno 1751.
Voltaire lo menziona  nel Dizionario filosofico:
(Voltaire, Dizionario filosofico)